# Leçon de chimie à neuf heures
Pour plus de détails, voir Fiche technique et Distribution.
Leçon de chimie à neuf heures (titre original : Ore 9 lezione di chimica) est un film italien réalisé par Mario Mattoli, sorti en 1941.

## Synopsis
Les pensionnaires du collège féminin du Valfleuri sont éprises du professeur Marini, enseignant en chimie. Parmi elles, un groupe de jeunes filles, menées par Anna, la plus indisplinée de toutes, se dressent contre les surveillantes, mais aussi, et surtout, contre Maria, élève studieuse et appliquée, qui obtient les faveurs du professeur. Une nuit, elles s'aperçoivent que Maria n'est pas dans son lit. Elles la retrouvent dans le jardin en train d'embrasser un homme. Elles s'imaginent que celui-ci est le professeur Marini. Anna et ses compagnes la dénoncent aussitôt à la directrice du collège. Mise en quarantaine, Maria s'enfuit pendant un orage et se blesse gravement au cours de sa fugue. On découvre, à ce moment-là, la réalité des faits : le rendez-vous clandestin était une rencontre entre Maria et son père, accusé de malversation et menacé d'être emprisonné. Anna, qui, par jalousie, avait injustement accusé Maria, rachète sa faute en lui offrant son sang, la sauvant ainsi d'une mort certaine...

## Fiche technique
- Titre original : Ore 9 lezione di chimica
- Titre français : Leçon de chimie à neuf heures
- Autre titre : Scandale au pensionnat (en Belgique)
- Réalisation : Mario Mattoli, assisté de Fede Arnaud
- Scénario : Marcello Marchesi et Mario Mattoli
- Photographie : Jan Stallich
- Montage : Fernando Tropea (en)
- Musique : Ezio Carabella
- Son : Vittorio Trentino
- Direction artistique : Mario Rappini
- Décors : Piero Filippone
- Société de production : Manenti Film Sp.A.
- Pays d'origine :  Royaume d'Italie
- Lieu du tournage : Studios Cinecittà, Rome
- Format : Noir et blanc - 35 mm - 1,37:1 - Mono
- Genre : Film dramatique
- Durée : 95 minutes
- Date de sortie : 
  -  Royaume d'Italie : 6 septembre 1941
  -  France : 2 septembre 1942

## Distribution
- Alida Valli : Anna Campolmi
- Irasema Dilián : Maria Rovani

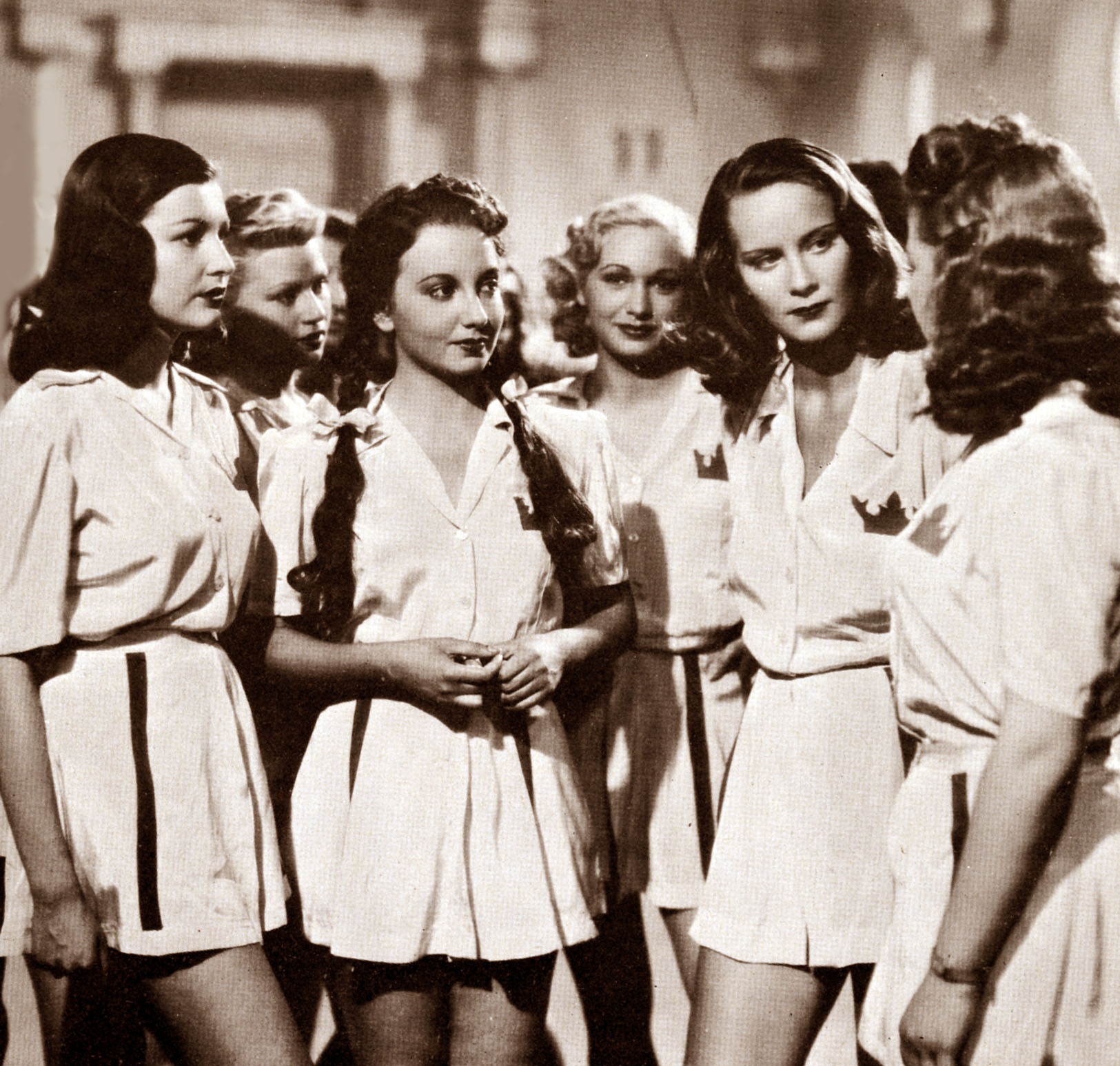
Tatiana Farnese, Bianca Della Corte et Alida Valli lors du tournage du film

- Andrea Checchi : le professeur Marini
- Giuditta Rissone : la directrice
- Ada Dondini : Elgsorina Mattei
- Carlo Campanini : Campanelli
- Olga Solbelli : Mlle Bottelli
- Sandro Ruffini : Carlo Palmieri, père de Maria
- Bianca Della Corte : Luisa
- Dedi Montano : professeur de musique
- Giulio Calì : un pauvre

## Remake
Le réalisateur Mario Mattoli a repris son propre film avec Les Dix-Huit Ans sorti en 1955.

## À noter
- Selon Jacques Lourcelles, « le plus célèbre, mais non le meilleur, des films de collèges féminins, genre qui triompha en Italie à l'époque du fascisme et des Téléphones blancs. Le film de Mario Mattoli est dépourvu de la délicatesse de style et de la fine analyse des rapports sociaux qui caractérisent, par exemple, Seconda B de Goffredo Alessandrini. »[1]
- Ore 9 lezione di chimica se situe, en fait, au carrefour entre deux genres : la comédie légère et le mélodrame. Le filon, très exploité à l'ère mussolinienne, offre un cadre propice à « l'idéologie dominante qui donne aux femmes une position de dépendance par rapport aux hommes avec la représentation de jeunes filles plus préoccupées par l'éveil de la sexualité, les élans du cœur et la perspective de trouver un bon mari que par les études. »[2]
- De son côté, Stefano Della Casa, auteur d'un ouvrage sur Mario Mattoli, écrit : « Le début de la guerre est la période d'un de ses meilleurs films, le fameux Ore 9 lezione di chimica. Le mécanisme est parfait. La fraîcheur d'Alida Valli [...] est valorisée au maximum par un cadre scolaire choisi comme le lieu géométrique qui voit la cohabitation entre l'ordre et la transgression, la discipline et les pulsions. »[3]